# رودولف فان فيين
رودولف فان فيين (بالهولندية: Rudolph van Veen)‏ هو مذيع ومقدم تلفزيوني وطاهي هولندي، ولد في 28 يناير 1967 في Weelde ‏ في بلجيكا.

## وصلات خارجية
- رودولف فان فيين على موقع IMDb (الإنجليزية)